# Adidas Finale

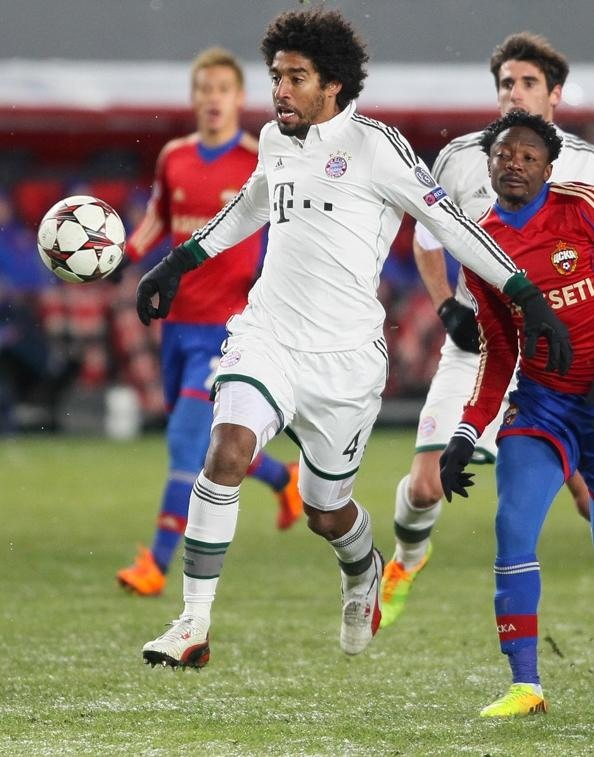
Adidas Finale 13

Finale ist der Name des offiziellen Spielballs von Adidas der UEFA Champions League. 

## Eigenschaften
Der Finale-Ball wird seit der UEFA Champions League 2000/01 verwendet. Er hatte seinen Ursprung im Terrestra Silverstream, dem offiziellen Spielball der Fußball-Europameisterschaft 2000 in Belgien und den Niederlanden.
Größtes Erkennungsmerkmal des Balls sind die Sterne des Logos der Champions League. Sie zieren den ganzen Ball und unterscheiden sich nicht in ihrer Form, jährlich jedoch in ihrer Farbe. Die Farben auf weißem Grund des Finale-Balls werden jede Saison leicht geändert.
Unterschiedlich ist hingegen der eigentliche Ball, so wird dieser von Adidas kontinuierlich weiterentwickelt. Zwar wurde anfangs der standardmäßige Fußball mit hexagonalen und pentagonalen Panels verwendet, später wurde eine neue Panelstruktur eingeführt.
Weiterhin wird in jeder Saison die Farbe der Sterne geändert, so zierten 2001/02 silberne, 2002/03 schwarze, 2003/04 dunkelblaue und 2004/05 rote und 2005/06 hellblaue Sterne den Ball. Zur Saison 2006/07, ab der die Struktur des +Teamgeists verwendet wurde, wurde er mit schwarz-rot-weißen Sternen verziert, 2007/08 mit schwarz-grau-orangen.
Seit 2008 wird im Endspiel der Champions League ebenso der weiße Grund des Balls farbig verändert. So hatte der Ball in Moskau 2008 einen silbernen und 2009 in Rom einen goldenen Untergrund.
Weiterhin sollen auch die Endspiele der UEFA Europa League mit dem Design des Finale-Balls bestritten werden.